# 舷側砲
舷側砲（げんそくほう）は、艦砲の一種。

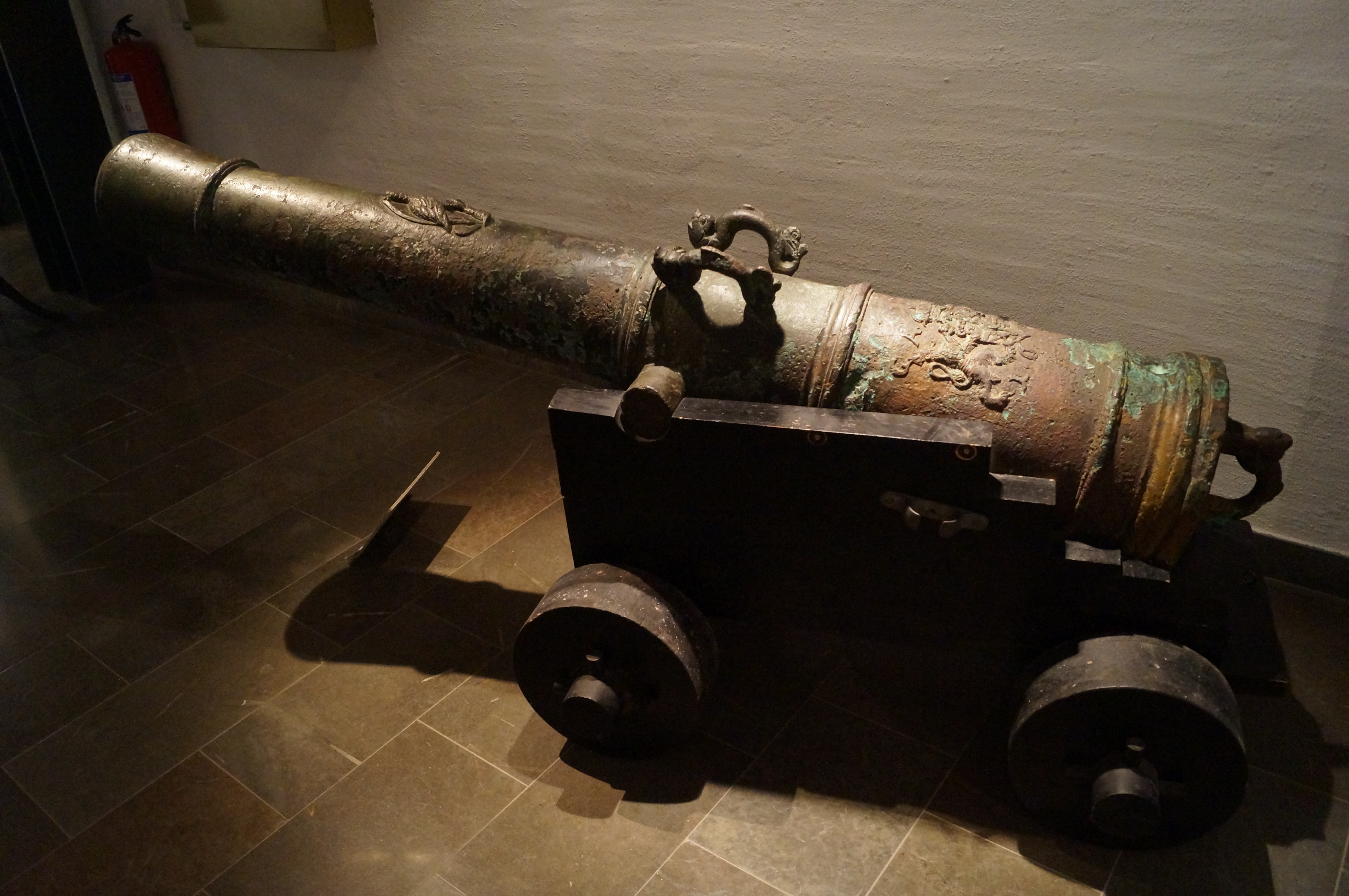
帆船時代の舷側砲の一種。

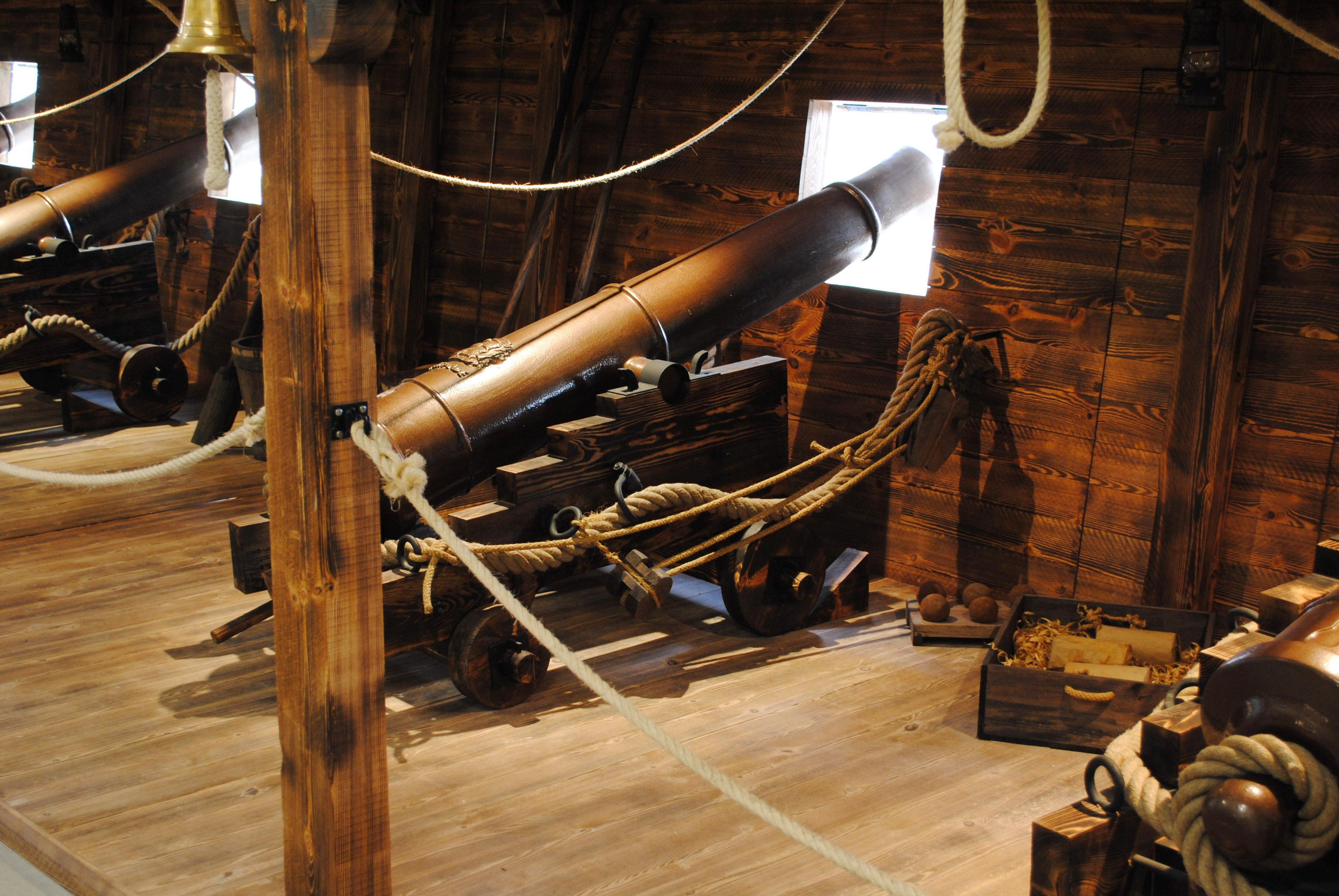
砲門を開いて射撃体勢の舷側砲

軍艦の舷側に配置してあるため、旋回が利かず射界は狭い。主に船に大砲が搭載されるようになってから、第二次世界大戦の頃まで使われた。
装甲艦が実現して以後、艦砲の主力（主砲）は砲塔形式へと移行したが、砲塔は特に巨砲では舷側砲や中央砲郭艦と比べ艦内スペースを縮減できる反面、甲板上の旋回クリアランスの関係で砲搭載数が制約される。このため初期の超弩級戦艦まで副砲には舷側砲が採用されることもあったが、射界の狭さや防御面の不利などから廃れていった。
航空機において、ガンシップの舷側に配置した火器は舷側銃、貨物用扉付近の設置した火器はドアガンと呼ばれる。